# Francesco Cubeddu
Francesco Cubeddu (Bulzi, 29 ottobre 1924 – Bulzi, 14 ottobre 2017) è stato un cantante italiano, esponente del canto sardo a chitarra, da alcuni è stato considerato il miglior cantadore di tutti i tempi.
Francesco Cubeddu era imparentato, per parte della madre, con Peppe e Domenico Mele; fin dalla prima infanzia cominciò a seguire i cantadores e a conoscere i protagonisti fra i quali Giovanni Gavino Degortes, Antonio Desole e Luigino Cossu. 
Dotato di grande talento, si dedicò da subito con grande passione allo studio del canto e ad esercitarsi mentre svolgeva i lavori nei campi.
Francesco esordì all'età di 20 anni a Perfugas in una gara dove partecipavano  Luigino Cossu, Mario Scanu e Antonio Desole accompagnati alla chitarra da Adolfo Merella. 
Con Salvatore Virdis e il chitarrista Adolfo Merella, nel 1959 incise alcuni dischi con la Vis Radio di Napoli e nel 1961 a Milano; con gli stessi compagni, registrò altri brani per La voce del padrone. 
Insieme a Adolfo Merella fu il creatore del canto in Fa diesis.

## Discografia

### 33 giri
- 1967 	Francesco Cubeddu e Adolfo Merella, Saldigna mia[3], casa discografica Tank, Roma
- 1970 Francesco Cubeddu, Sardegna, casa discografica Amico, Milano